# Katherine Isbister
Katherine Currie Isbister (* 1969) ist eine US-amerikanische Hochschullehrerin. Sie ist Professorin für Computational Media an der University of California in Santa Cruz (Kalifornien), wo sie das Center for Computational Experience leitet.

## Leben und Werk
Isbister besuchte bis 1986 die North Carolina School of Science and Mathematics und studierte bis 1990 an der University of Chicago, wo sie den Bachelor of Arts erwarb. Am Communication Department der Stanford University erhielt sie 1995 den Master of Arts und promovierte 1998 bei Clifford Nass an der Stanford University mit der Dissertation Reading Personality in Onscreen Interactive Characters.
Anschließend arbeitete sie in Forschungslaboren in Japan, Schweden und den USA sowie in Software-Startups. Sie forschte als Associate Professor ab 2004 am Rensselaer Polytechnic Institute, ab Januar 2008 an der IT-Universität Kopenhagen und anschließend ab September 2008 an der New York University Tandon School of Engineering. Sie war die Gründungsforschungsdirektorin des Game Innovation Lab an der New York University (NYU) und Gründungsmitglied der Fakultät des NYU Game Center. Seit 2015 ist sie Professorin für Computational Media an der University of California.
Ihre Forschung konzentriert sich auf das Entwerfen von Spielen und anderen interaktiven Erfahrungen, die soziale und emotionale Verbindungen stärken, hin zur Innovation von Designtheorie und technologischer Praxis.

## Auszeichnungen (Auswahl)
- 1999: TR100 Young Innovators, MIT Technology Review[3]
- 2006: Nominierung für den Frontline Award des Game Developer Magazine[4]
- 2011: Forschungsstipendium der Alexander-von-Humboldt-Stiftung
- Von 2014 bis 2015:  Lenore Annenberg and Wallis Annenberg Fellow in Communication am Stanford Center for Advanced Study
- 2015: Best Paper Award at FDG2015
- 2016: Association for Computing Machinery (ACM) Distinguished Member[5]

## Veröffentlichungen (Auswahl)
- How Games Move Us: Emotion by Design. Playful Thinking series, MIT Press, 2016.
- Better Game Characters by Design: A Psychological Approach. San Francisco: Morgan Kaufmann., 2006. (Nominiert für den Game Developer Magazine Frontline Award)
- mit E. Márquez Segura, S. Kirkpatrick, X. Chen, S. Salahuddin, G. Cao, R. Tang: Yamove! A Movement Synchrony Game That Choreographs Social Interaction. Human Technology Special Issue on Human-Technology Choreographies: Body, Movement, and Space, Volume 12 (1), 2016, S. 74–102.
- mit K. J. Fisher, T. Nichols, Fuller: Quantifying “Magic:” Learnings from User Research for Creating Good Player Experiences on Xbox Kinect. International Journal of Gaming and Computer-Mediated Simulations 6(1), 2016, S. 26–40.
- mit L. Caroux: Influence of Heads-Up Displays’ Characteristics on User Experience in Video Games. International Journal of Human-Computer Studies 87, 2016, S. 65–79.
- mit F.  Mueller: Guidelines for the Design of Movement-Based Games and their relevance to HCI. Human Computer Interaction, special issue on Games and HCI, Volume 30, Issue 3–4, 2015, S. 366–399.
- mit R. Bernhaupt, S. de Freitas: Introduction to This Special Issue on Games and HCI. Human Computer Interaction, special issue on Games and HCI, Volume 30, Issue 3-4, 2015, S. 195–201.
- mit L. Caroux, L. Le Bigot, N. Vibert: Player-video game interaction: a systematic review of current concepts. Computers in Human Behavior, 48, 2015, S. 366–381.